# Negotium claudicans
Negotium claudicans (łac. czynność prawna kulejąca) – czynność prawna dokonana przez osobę do tego niezdolną (np. małoletni) lub nieupoważnioną (np. pełnomocnik bez upoważnienia), wymagająca zgody osoby trzeciej do zyskania ważności.
W prawie rzymskim ważność czynności prawnej rozporządzająco-zobowiązującej wykonanej na rzecz niedojrzałego zależała od zatwierdzenia czynności przez opiekuna lub niedojrzałego po osiągnięciu dojrzałości. W okresie cesarstwa powstała norma stanowiąca, że niedojrzały mógł być zobowiązany do zwrotu otrzymanego świadczenia jako bezpodstawnego wzbogacenia, jeżeli nie wykonał świadczenia wzajemnego.
W polskim prawie cywilnym czynność ta nabiera skuteczności od potwierdzenia (ex nunc) pod warunkiem zatwierdzenia przez właściwą osobę, natomiast przy odmowie potwierdzenia czynność ta staje się nieważna od chwili dokonania (ex tunc). Jeżeli jest to dwustronna czynność prawna, druga strona może wyznaczyć osobie właściwej termin potwierdzenia. Negotium claudicans charakteryzuje się więc bezskutecznością zawieszoną.